# General der Truppengattung

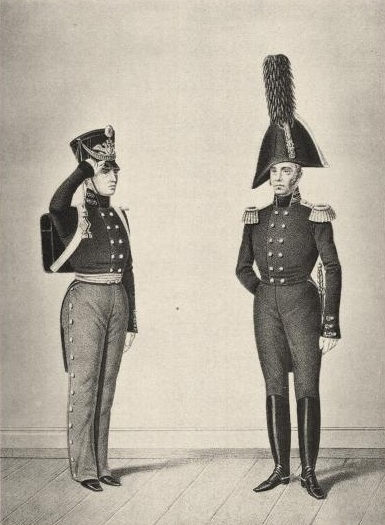
Ufficiale superiore e generale dell'artiglieria dell'esercito imperiale russo

General der Waffengattung  (in tedesco letteralmente: generale del tipo d'arma) o General der Truppengattung (in tedesco letteralmente: generale del tipo di truppe)  traducibile come generale di corpo o generale d'Arma è un grado che in molte nazioni divide i loro ufficiali generali dall'Arma o del Corpo o del tipo di grandi unità per i quali sono qualificati al comando, o semplicemente come titolo onorifico.
Nella Russia imperiale la denominazione era General roda vojsk (in russo letteralmente: generale del tipo di truppe; cirillico: Генерал рода войск) per gli ufficiali generali creati alla fine del XVII secolo.

## Austria-Ungheria

Controspallina di un "generale d'Arma" austro-ungarico

Nella Kaiserliche und königliche Armee, che fu dal 1867 al 1918 l'esercito dell'Austro-Ungarico vi furono dal 1908 al 1918 tre distinti gradi di generali di Arma:
- General der Infanterie (italiano: Generale della fanteria)
- General der Kavallerie (italiano: Generale della Cavalleria)
- Feldzeugmeister (italiano: Generale dell'artiglieria)

Storicamente, il grado dil generale dell'artiglieria ( Feldzeugmeister, letteralmente "Maestro di ordigni di battaglia", "il padrone del cannone"); (in ungherese  Táborszernagy ) era equivalente a tenente generale. In francese l'espressione equivalente era "Grand Maître d'Artillerie", usata fin dal tempo di Filippo VI di Francia. L'equivalentne inglese di "Master-General of the Ordnance" aveva la stessa origine.

## Bulgaria
Nel Principato di Bulgaria sin dalla sua istituzione nel 1878 il grado più alto era "generale" (bulgaro: генерал), ma nel 1897 questo grado venne diviso in tre gradi distinti, di fanteria (генерал от пехотата), di cavalleria (генерал от кавалерията) e di artiglieria (генерал от артилерията). Il grado è stato sostituito dopo la seconda guerra mondiale, quando la Bulgaria è entrata nella sfera dell'influenza sovietica, con l'onnicomprensivo grado di generale.

## Finlandia
I generali dell'esercito finlandese a quattro stelle venivano classificati, in base all'arma di appartenenza di cui erano al vertice come generali di fanteria (jalkaväenkenraali), di cavalleria (ratsuväenkenraali), dei cacciatori (jääkärikenraali) e di artiglieria (tykistönkenraali). Il grado è ormai solo un titolo onorifico e solo un generale a quattro stelle è attivo nel moderno esercito finlandese.

## Germania

### Wehrmacht
Nella Wehrmacht tedesca un "General der Waffengattung" era legato all'Arma di servizio dell'esercito tedesco e della "Luftwaffe" (forza aerea), a seconda di dove l'ufficiale serviva e quali truppe nominalmente comandava ed era equivalente al grado di Ammiraglio a tre stelle della Kriegsmarine e di SS-Obergruppenführer und General der Waffen-SS delle Waffen-SS. Di solito di questo grado era riservato ad un comandante generale (Kommandierender General o Befehlshaber) di un corpo militare tedesco. Il grado di "General der Waffengattung" era superiore al grado di Generalleutnant (Tenente generale) e inferiore al grado di Generaloberst (colonnello generale).

#### Heer
- General der Infanterie (Generale della fanteria)
- General der Kavallerie (Generale della cavalleria)
- General der Artillerie (Generale dell'artiglieria)
- General der Panzertruppe (Generale delle truppe corazzate)
- General der Gebirgstruppe (Generale delle truppe da montagna)
- General der Pioniere (Generale del genio pionieri)
- General der Nachrichtentruppe (Generale delle trasmissioni)
- General der Generaloberstabsarzt (Generale del servizio medico)
- Generaloberstabveterinär (Generale del servizio veterinario)

#### Luftwaffe
- General der Fallschirmtruppe (Generale del corpo dei paracadutisti)
- General der Flakartillerie (Generale dell'artiglieria contraerea)
- General der Flieger (Generale del servizio di volo)
- General der Luftnachrichtentruppe (Generale del corpo delle comunicazioni della forza aerea)
- General der Luftwaffe (Generale della Forza aerea)

### Bundeswehr
Nell'attuale esercito tedesco alcuni denominazioni dei gradi dei generali sono state sostituite con quelli attuali.
Le denominazioni "General der Panzertruppen", "General der Infanterie", "General der Artillerie" e "General der Fernmeldetruppe" non rappresentano più un grado ma una funzione corrispondente approssimativamente a quella di "Inspekteur der ..." in uso precedentemente alla costituzione della Bundeswehr avvenuta il 12 novembre 1955; nel febbraio 1943 dopo la catastrofe di Stalingrado il Generaloberst (colonnello generale) Heinz Guderian venne richiamato da Hitler e designato Inspekteur der Panzertruppen (Ispettore generale delle truppe corazzate) dando un grande impulso in collaborazione col ministro degli armamenti Albert Speer alla produzione di carri armati e alla riorganizzazione delle truppe corazzate.

## Impero russo e Unione Sovietica

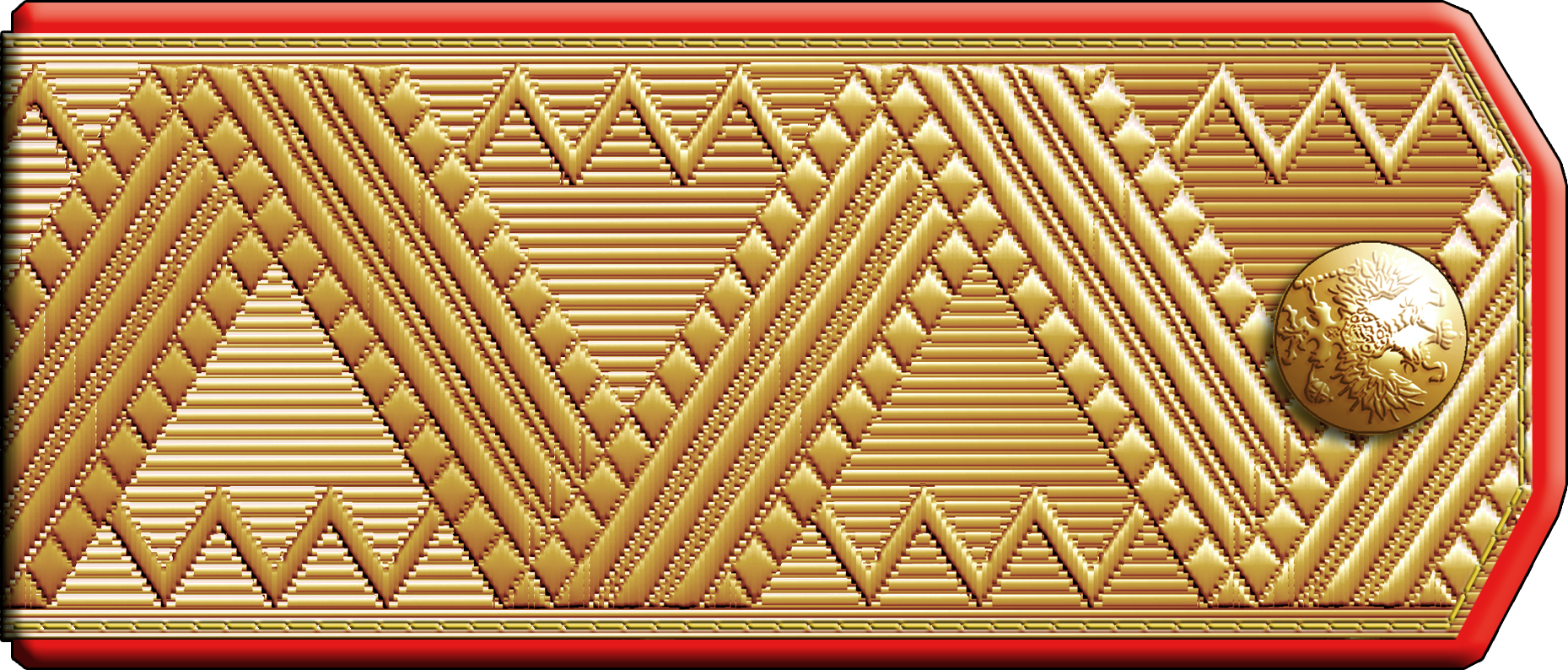
controspallina di "General d'Arma" dell'Esercito Imperiale Russo

Nell'Impero russo Pietro il Grande aveva creato nell'Esercito Imperiale Russo nel 1699 i gradi di generale della fanteria e generale della cavalleria mentre in epoca sovietica venne istituito nelle forze armate sovietiche il grado di Maresciallo di corpo (russo : Маршал рода войск Maršal; translitterato: Maršal roda vojsk; letteralmente: maresciallo del tipo di truppe) rimasto in vigore dal 1943 al 1974.
I marescialli di corpo erano coloro i quali erano destinati al comando di una grande formazione di un'Arma o di un corpo. Dal punto di vista nominale il livello di grado era equivalente a generale dell'armata, tuttavia gli ufficiali generali che si fregiavano di quel grado non erano autorizzati, non avendo le specifiche competenze, ad assolvere compiti di comando di un'Arma o di una grande formazione quali una grande unità corazzata o di una grande unità di artiglieria.
I gradi di maresciallo dell'aviazione, dell'artiglieria e delle truppe corazzate vennero istituiti il 4 febbraio 1943 e il 27 ottobre 1943 venne istituito anche il grado di maresciallo comandante di corpo (russo : главный маршал рода войск; translitterazione: Glavnyj maršal roda vojsk; letteralmente: maresciallo capo del tipo di truppe), contemporaneamente al grado di maresciallo del Genio e maresciallo delle comunicazioni. Il grado di maresciallo capo era gerarchicamente pari al grado di "maresciallo d'arma" ma immediatamente superiore per la funzione ed entrambi i gradi erano immediatamente superiori al grado di "colonnello generale" entrambi pari al grado di generale dell'armata e inferiori solamente al grado di maresciallo dell'Unione Sovietica.
I vertici di ciascuna Arma avevano il grado di maresciallo comandante di corpo: 
- Maresciallo comandante dell'aviazione (главный маршал авиаций)
- Maresciallo comandante dell'artiglieria (главный маршал артиллерии)
- Maresciallo comandante delle truppe corazzate (главный маршал танковых войск)
- Maresciallo comandante delle Corpo delle comunicazioni (главный маршал войскa связи)
- Maresciallo comandante del Corpo degli ingegneri (главный маршал иншенерых войск)

| Gradi delle forze armate dell'Unione Sovietica           | Gradi delle forze armate dell'Unione Sovietica | Gradi delle forze armate dell'Unione Sovietica             | Gradi delle forze armate dell'Unione Sovietica                               |
| -------------------------------------------------------- | ---------------------------------------------- | ---------------------------------------------------------- | ---------------------------------------------------------------------------- |
| grado inferiore: Colonnello generale (Генерал-полковник) | Generale d'armata (Генерал армии)              | Generale d'armata (Генерал армии)                          | grado superiore: Maresciallo dell'Unione Sovietica (Маршал Советского Союза) |
| grado inferiore: Colonnello generale (Генерал-полковник) | Maresciallo di arma (Ма́ршал ро́да во́йск)        | Maresciallo comandante di arma (Главный ма́ршал ро́да во́йск) | grado superiore: Maresciallo dell'Unione Sovietica (Маршал Советского Союза) |